# Giro delle Fiandre 2025
Il Giro delle Fiandre 2025, centonovesima edizione della corsa e valida come quattordicesima prova dell'UCI World Tour 2025 categoria 1.UWT, si svolse il 6 aprile 2025 su un percorso di 268,9 chilometri, con partenza da Bruges e arrivo a Oudenaarde, in Belgio. La vittoria fu appannaggio dello sloveno Tadej Pogačar, il quale completò il percorso in 5h58'41" alla media di 44,981 km/h precedendo il danese Mads Pedersen e l'olandese Mathieu van der Poel.

## Percorso
La corsa parte da Bruges e attraversa circa 100 km privi di difficoltà e tratti di pavè. Prevede il passaggio su sedici muri, di cui tre sull'Oude Kwaremont, due sul Paterberg (muri posti uno in fila all'altro come ultime due salite della giornata) e uno sul Koppenberg. Alle salite si aggiungono sette tratti di pavé. La gara si conclude a Oudenaarde dopo 269 km.

## Squadre partecipanti
| N.      | Cod. | Squadra                 |
| ------- | ---- | ----------------------- |
| 1-7     | ADC  | Alpecin-Deceuninck      |
| 11-17   | UAD  | UAE Team Emirates       |
| 21-27   | TVL  | Team Visma-Lease a Bike |
| 31-37   | SOQ  | Soudal Quick-Step       |
| 41-47   | LTK  | Lidl-Trek               |
| 51-57   | ICW  | Intermarché-Wanty       |
| 61-67   | EFE  | EF Education-EasyPost   |
| 71-77   | GFC  | Groupama-FDJ            |
| 81-87   | TBV  | Bahrain Victorious      |
| 91-97   | COF  | Cofidis                 |
| 101-107 | JAY  | Team Jayco AlUla        |
| 111-117 | RBH  | Red Bull-Bora-Hansgrohe |
| 121-127 | ARK  | Arkéa-B&B Hotels        |

| N.      | Cod. | Squadra                         |
| ------- | ---- | ------------------------------- |
| 131-137 | DAT  | Decathlon AG2R La Mondiale Team |
| 141-147 | XAT  | XDS Astana Team                 |
| 151-157 | IGD  | Ineos Grenadiers                |
| 161-167 | MOV  | Movistar Team                   |
| 171-177 | TPP  | Team Picnic PostNL              |
| 181-187 | Q36  | Q36.5 Pro Cycling Team          |
| 191-197 | LOT  | Lotto                           |
| 201-207 | IPT  | Israel-Premier Tech             |
| 211-217 | TUD  | Tudor Pro Cycling Team          |
| 221-227 | TFB  | Team Flanders-Baloise           |
| 231-237 | UXT  | Uno-X Mobility                  |
| 241-247 | WB2  | Wagner Bazin WB                 |

## Ordine d'arrivo (Top 10)

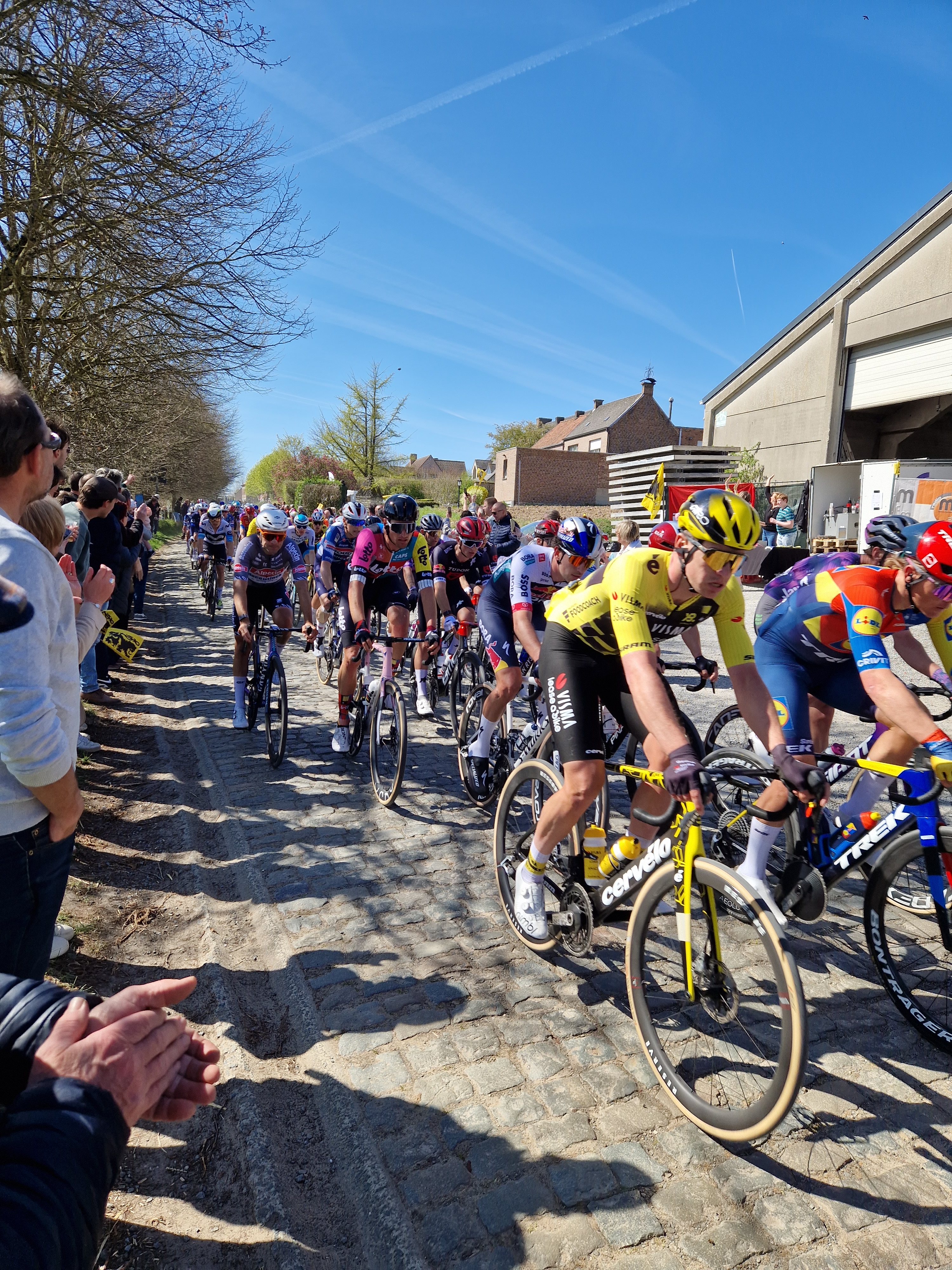
Il gruppo passa la strada acciottolata Paddestraat, Zottegem

| Pos. | Corridore            | Squadra  | Tempo    |
| ---- | -------------------- | -------- | -------- |
| 1    | Tadej Pogačar        | UAE      | 5h58'41" |
| 2    | Mads Pedersen        | Lidl     | a 1'01"  |
| 3    | Mathieu van der Poel | Alpecin  | s.t.     |
| 4    | Wout van Aert        | Visma    | s.t.     |
| 5    | Jasper Stuyven       | Lidl     | a 1'04"  |
| 6    | Tiesj Benoot         | Visma    | a 1'51"  |
| 7    | Stefan Küng          | Groupama | a 1'53"  |
| 8    | Filippo Ganna        | Ineos    | a 2'19"  |
| 9    | Iván García Cortina  | Movistar | s.t.     |
| 10   | Davide Ballerini     | XDS      | s.t.     |